# Избијања-удари
Избијања-удари представљају талас који се добија суперпонирањем два таласа сличних фреквенција, имају променљиву амплитуду и фреквенцију која је једнака средњој фреквенцији тих таласа.

## Избијања
Звук који се добија када се притисну две суседне дирке на клавиру, одговара суперпозицији два таласа блиских али не потпуно једнаких фреквенција, има периодичне промене у јачини. Слично се дешава и са звуком који производе млазни авиони, а разлог томе је што њихови мототри стварају звучне таласе који се мало разликују по фреквенцији.

### Дијаграми
Резултујући талас осцилује фреквенцијом која је једнака средњој фреквенцији таласа. Промена амплитуде се мења са фреквенцијом која се назива фреквенција удара-избијања.

## Ударни таласи
Брзина извора звука може имати било коју вредност, па може бити већа и од брзине простирања звука у датој средини.
Нека млазни авион наилази ка посматрачу емитујући звук фреквенције f. Што је већа његова брзина vs већи је и Доплеров ефекат односно виша је фреквенција fʼ коју чујемо. Када брзина извора постане једнака брзини звучног таласа фреквенција fʼ тежи бесконачности, јер именилац у обрасцу за Доплеров ефекат тежи нули. Физички то значи да ће испред извора сваки наредни талас да сустигне претходни, јер се извор креће брзином звука. Посматраћч ће све њих чути у исто време и зато је фреквенција бесконачна. У случају када се извор креће брзином већом од брзине звука, звучни таласи неће долазити до посматрача све док извор не прође поред њега. Након тога, до њега ће стизати таласи које је емитовао приближавајући се, помешани са оним које је емитовао након тога.
Млазни авиони који се крећу надзвучним брзинама стварају ударне таласе услед којих се чује експлозија која је последица великих разлика у притисцима.

### Пробијање звучног зида
Посматрачи са земље имају потешкоће да уоче на небу авион који се креће надзвучном брзином, јер га погледом траже на месту са кога долази звук. Уколико авион лети на малим висинама, притисак који се ствара може да изазове оштећења- ломљење прозора на кућама. Због тога је забрањено летење надзвучним брзинама изнад насељених области.